# Грос-Швизов
Грос-Швизов (нем. Groß Schwiesow) — община в Германии, районный центр, расположен в земле Мекленбург-Передняя Померания.
Входит в состав района Гюстров. Подчиняется управлению Гюстров-Ланд. Население составляет 308 человек (2009); в 2003 г. - 354. Занимает площадь 12,50 км².